# Persone di nome Owen
| Questa pagina contiene informazioni ricavate automaticamente dalle voci biografiche con l'ausilio del template Bio e di un bot. L'aggiornamento è periodico e automatico e ricostruisce completamente la pagina. Se manca una persona in questa lista, sei pregato di non aggiungerla, ma accertati piuttosto che la sua voce biografica contenga il template Bio e che i dati anagrafici siano correttamente compilati. Se il template Bio manca, inseriscilo tu stesso o, in alternativa, metti l'avviso {{tmp\|Bio}} che ne segnala la mancanza. Se i dati riportati sono sbagliati, correggi direttamente la voce biografica; le modifiche saranno visibili in questa lista entro pochi giorni. Per chiarimenti vedi il progetto antroponimi. La lista contiene solo le 64 persone che sono citate nell'enciclopedia e per le quali è stato implementato correttamente il template Bio. Pagina aggiornata al 6 ago 2025. |

Questa è una lista di persone presenti nell'enciclopedia che hanno il nome Owen, suddivise per attività principale.

## Allenatori di calcio(3)
- Owen Coyle, allenatore di calcio e ex calciatore scozzese (Paisley, n. 1966)
- Owen Heary, allenatore di calcio e ex calciatore irlandese (Dublino, n. 1976)
- Owen Da Gama, allenatore di calcio sudafricano (Volksrust, n. 1961)

## Architetti(1)
- Owen Jones, architetto, disegnatore e scrittore inglese (Londra, n. 1809 - Londra, † 1874)

## Astisti(1)
- Guinn Smith, astista statunitense (McKinney, n. 1920 - San Francisco, † 2004)

## Astronauti(1)
- Owen Garriott, astronauta e ingegnere statunitense (Enid, n. 1930 - Huntsville, † 2019)

## Attori(8)
- Owen Campbell, attore statunitense (n. 1994)
- Dennis Day, attore statunitense (The Bronx, n. 1916 - Los Angeles, † 1988)
- Owen Moore, attore irlandese (Fordstown Crossroads, n. 1886 - Beverly Hills, † 1939)
- Owen Nares, attore inglese (Earley, n. 1888 - Brecon, † 1943)
- Owen Teague, attore statunitense (Tampa, n. 1998)
- Owen Teale, attore gallese (Swansea, n. 1961)
- Owen Vaccaro, attore statunitense (n. 2005)
- Owen Wilson, attore, sceneggiatore e cantante statunitense (Dallas, n. 1968)

## Calciatori(9)
- Owen Beck, calciatore gallese (Wrexham, n. 2002)
- Owen Falconis, calciatore uruguaiano (Montevideo, n. 2000)
- Owen Garvan, ex calciatore irlandese (Dublino, n. 1988)
- Owen Gene, calciatore francese (Nanterre, n. 2003)
- Owen Hargreaves, ex calciatore inglese (Calgary, n. 1981)
- Owen Matimbou, calciatore congolese (Repubblica del Congo) (Parigi, n. 2002)
- Owen Wijndal, calciatore olandese (Zaandam, n. 1999)
- Owen Wolff, calciatore statunitense (Snellville, n. 2004)
- Owen González, calciatore messicano (Concepción del Oro, n. 2003)

## Cardinali(1)
- Owen McCann, cardinale e arcivescovo cattolico sudafricano (Woodstock, n. 1907 - Wynberg, † 1994)

## Cestisti(2)
- Owen Klassen, cestista canadese (Kingston, n. 1991)
- Owen Wells, cestista e allenatore di pallacanestro statunitense (Providence, n. 1950 - Boston, † 1993)

## Direttori della fotografia(1)
- Owen Roizman, direttore della fotografia statunitense (New York, n. 1936 - Los Angeles, † 2023)

## Drammaturghi(1)
- Owen Davis, drammaturgo e sceneggiatore statunitense (Portland, n. 1874 - New York, † 1956)

## Economisti(1)
- Owen D. Young, economista statunitense (Stark, n. 1874 - St. Augustine, † 1962)

## Filosofi(1)
- Owen Barfield, filosofo, scrittore e poeta britannico (Londra, n. 1898 - Forest Row, † 1997)

## Fisici(2)
- Owen Chamberlain, fisico statunitense (San Francisco, n. 1920 - Berkeley, † 2006)
- Owen Willans Richardson, fisico inglese (Dewsbury, n. 1879 - Alton, † 1959)

## Generali(1)
- Owen Roe O'Neill, generale irlandese (contea di Armagh - Cavan, † 1649)

## Geologi(1)
- Owen Thomas Jones, geologo gallese (Beulah, n. 1878 - Cambridge, † 1967)

## Giocatori di football americano(5)
- Owen Daniels, ex giocatore di football americano statunitense (Naperville, n. 1982)
- Owen Gill, ex giocatore di football americano britannico (Londra, n. 1961)
- Owen Marecic, giocatore di football americano statunitense (Agoura Hills, n. 1988)
- Owen Pappoe, giocatore di football americano samoano americano (Lawrenceville, n. 2000)
- Owen Schmitt, ex giocatore di football americano statunitense (Gilman, n. 1985)

## Giornalisti(1)
- Martin O'Hagan, giornalista irlandese (Lurgan, n. 1950 - Lurgan, † 2001)

## Hockeisti su ghiaccio(1)
- Owen Nolan, ex hockeista su ghiaccio canadese (Belfast, n. 1972)

## Militari(1)
- Owen Tudor, militare gallese († 1461)

## Modelli(1)
- Owen McKibbin, supermodello e attore statunitense (Santa Monica, n. 1963)

## Navigatori(1)
- Owen Chase, navigatore e scrittore statunitense (Nantucket, n. 1797 - Nantucket, † 1869)

## Politici(2)
- Owen Arthur, politico barbadiano (Bridgetown, n. 1949 - Bridgetown, † 2020)
- Owen Horwood, politico sudafricano (n. 1916 - † 1998)

## Produttori discografici(1)
- Owen Morris, produttore discografico gallese (Caernarfon, n. 1968)

## Pugili(1)
- Owen Moran, pugile inglese (Birmingham, n. 1884 - † 1949)

## Rapper(1)
- Owen, rapper svedese (n. 1998)

## Rugbisti a 15(5)
- Owen Farrell, rugbista a 15 britannico (Wigan, n. 1991)
- Owen Finegan, ex rugbista a 15 e allenatore di rugby a 15 australiano (Sydney, n. 1972)
- Owen Franks, rugbista a 15 neozelandese (Motueka, n. 1987)
- Josh Lewsey, ex rugbista a 15 britannico (Bromley, n. 1976)
- Owen Watkin, rugbista a 15 britannico (Bridgend, n. 1996)

## Scenografi(1)
- Owen Paterson, scenografo australiano

## Scrittori(3)
- Owen Hall, scrittore, critico teatrale e librettista britannico (Dublino, n. 1853 - Harrogate, † 1907)
- Owen King, scrittore statunitense (Bangor, n. 1977)
- Owen Wister, scrittore statunitense (Filadelfia, n. 1860 - Saunderstown, † 1938)

## Sovrani(2)
- Eógan I di Strathclyde, sovrano britannico
- Eogan II di Strathclyde, re scozzese

## Storici(1)
- Owen Morgan Edwards, storico, educatore e scrittore gallese (Llanuwchllyn, n. 1858 - Llanuwchllyn, † 1920)

## Tennisti(1)
- Owen Davidson, tennista australiano (Melbourne, n. 1943 - Conroe, † 2023)

## Vescovi cattolici(1)
- Owen Lewis, vescovo cattolico e diplomatico gallese (Llangadwaladr, n. 1533 - Roma, † 1595)

## Wrestler(1)
- Owen Hart, wrestler canadese (Calgary, n. 1965 - Kansas City, † 1999)